# Tommy Douglas

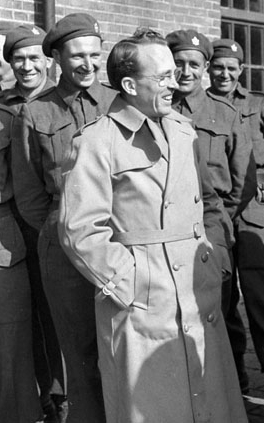
Tommy Douglas

Thomas Clement (Tommy) Douglas (Falkirk, Schotland, 20 oktober 1904 - Ottawa, 24 februari 1986) was een Canadese baptistenpredikant en een prominent sociaaldemocratisch politicus in Canada.
Tijdens zijn studie kwam Douglas onder invloed van de social gospel-beweging die christelijk geloof en inzet voor de armen in de samenleving met elkaar verbond. Als leider van de Saskatchewan Co-operative Commonwealth Federation (CCF) van 1942 en de achtste premier van Saskatchewan van 1944 tot 1961 leidde hij de eerste sociaaldemocratische regering in Noord-Amerika. Hij voerde een systeem van openbare gezondheidszorg in Canada in, Medicare.
Toen de CCF met de Canadian Labour Congress de New Democratic Party vormde, werd hij verkozen tot de eerste federale leider van de partij. Hij zou dit tien jaar lang blijven.
Tommy Douglas overleed op 81-jarige leeftijd aan kanker.
In 2004 werd hij verkozen tot The Greatest Canadian ('de grootste Canadees').

## Persoonlijke aangelegenheden
Hij is de vader van actrice Shirley Douglas en grootvader van acteur Kiefer Sutherland.
- Bibsys: 90596028
- Bibliothèque nationale de France: cb12960294z (data)
- Gemeinsame Normdatei: 121628418
- International Standard Name Identifier: 0000 0000 7835 6921
- Library of Congress Control Number: n83068615
- Nationale Bibliotheek van Tsjechië: jx20091022003
- Nationale bibliotheek van Australië: 36518088
- Nationale Bibliotheek van Israël: 987007322923405171
- Nederlandse Thesaurus van Auteursnamen: 153818786
- SNAC: w6ng80vs
- Système universitaire de documentation: 18400294X
- Trove: 1268365
- Virtual International Authority File: 255149066345565600206